# نازلی باغداساریان
نازلی هراچی باغداساریان (ارمنی: Նազելի Հրաչի Բաղդասարյան؛ زادهٔ ۸ اوت ۱۹۸۳) یک سیاستمدار و حقوق‌دان اهل ارمنستان است که پیشتر از تاریخ ۱۴ ژانویه ۲۰۱۹ تا تاریخ ۵ نوامبر ۲۰۲۱ سمت نمایندگی دوره‌های هفتم و هشتم مجلس ملی جمهوری ارمنستان و سپس از تاریخ ۸ نوامبر ۲۰۲۱ تا ۲۵ ژانویه ۲۰۲۳ سمت استانداری استان شیراک را برعهده داشت. برعهده داشت.

## زندگی‌نامه
در ۸ اوت ۱۹۸۳ در لنیناکان به دنیا آمد و از فارغ‌التحصیل [[]] شد. .
Մոսկվայի միջազգային ձեռներցության ակադեմիա, Կիև-Մոգիլայի ակադեմիա ազգային համալսարան

## نگارخانه

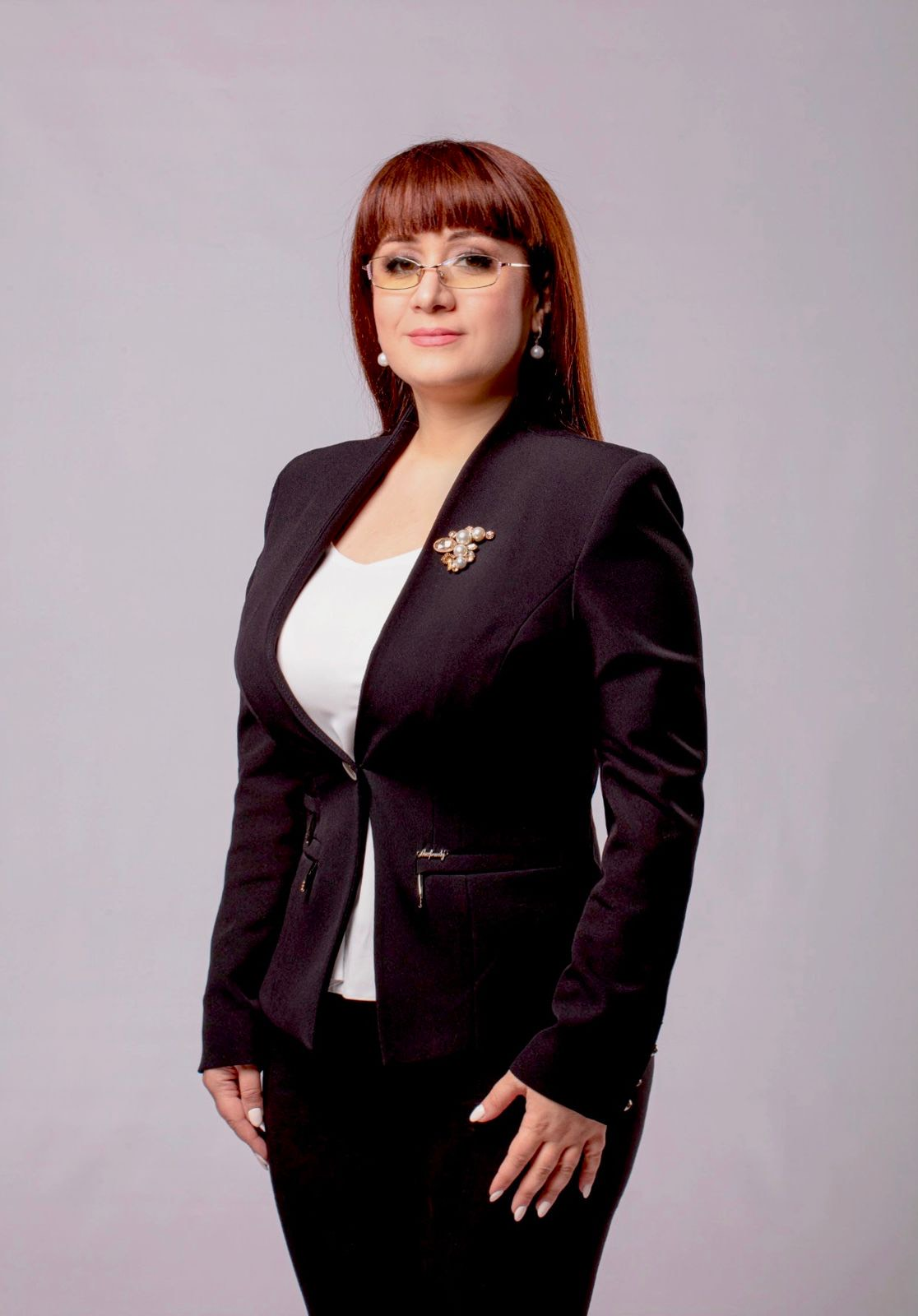